# Lasianthus inodorus
Lasianthus inodorus är en måreväxtart som beskrevs av Carl Ludwig von Blume. Lasianthus inodorus ingår i släktet Lasianthus och familjen måreväxter.

## Underarter
Arten delas in i följande underarter:
- L. i. inodorus
- L. i. montigenus
- L. i. pubescens